# 풀라 (웹사이트)
풀라(POOLA)는 여성 속옷 쇼핑몰 플랫폼이다.
2020년 4월에 여성 대표가 서비스를 론칭했으며, 현재 웹사이트로만 서비스를 운영하고 있다.

## 제공 서비스
풀라는 사이즈 측정, 체형 큐레이션, 브랜드 추천, 통합 결제까지 알고리즘 기반 속옷 큐레이션을 제공한다.
런칭 후 2022년 1월까지 6만 명이 넘는 여성들이 풀라에서 가슴 유형 테스트를 받았다.

## 입점 브랜드
- 컴포트랩(COMFORTLAB)
- 이눌(INULL)
- 헤베더유스
- 유아이너프
- 66100
- 펠로아펠로(PELO A PELO)
- 꼰에야
- 단색
- 러브미모스트

## 주요 서비스
개인화 속옷 쇼핑 플랫폼으로, 주요 서비스로는 개인화된 가슴 유형 분석 테스트, 제품 구매, 아티클(콘텐츠) 등이 있다.

### 가슴 분석
온라인에서 가슴 사이즈와 유형을 분석해주는 테스트이다. 2022년 2월 현재 27개의 가슴 유형이 있다.
테스트 결과에 가슴 사이즈와 유형, 그에 맞는 추천 제품 등을 알려준다.
테스트 하러 가기

### 아티클
아티클이라는 이름으로 홈페이지에 콘텐츠를 발행한다.
아티클 종류는 브라학개론(속옷 관련 지식 및 정보), 인터뷰 풀라(브랜드 대표 인터뷰), 후기를 풀라(유저들의 속옷 구매 후기), 비하인드 풀라(풀라 직원들의 이야기)가 있다.
- 다가오는 봄을 위한 브라렛 패션 모음.zip 🌸
- 순수미술과 속옷이 만났을 때 - 이눌 류혜수 대표 인터뷰
- 나는 잘 맞는 브라를 입고 있을까?
- 75A/BEE 자연을 위한 브라렛, 펠로아펠로 리뷰
- 왜 풀라를 만들었나요?기획자의 비하인드 스토리

## FAQ 및 고객센터
자주 묻는 질문과 고객 센터는 아래 링크에서 확인할 수 있다.
- 자주 묻는 질문 FAQ

- 고객센터 카카오 채널

## 관련 기사
- 이지수 기자, “체형 큐레이션 적용한 플랫폼서 방구석 쇼핑해요” - 라이크낫 ‘풀라’ 이예린 대표, 스페셜뉴스, 2021.12.10